# Tollundmanden
Tollundmanden er et usædvanligt velbevaret moselig, som blev fundet under tørvegravning i en mose ved Bjældskovdal 6. maj 1950. Liget var så velbevaret, at fundet blev indberettet til politiet i Silkeborg.
Tollundmanden var omkring 30-40 år gammel, da han døde. Formentlig blev han hængt, da liget havde en løkke om halsen. Han levede i det 4. århundrede f.Kr., umiddelbart efter overgangen fra bronzealder til (keltisk) jernalder. En kulstof 14-datering foretaget i 2017 kunne fastslå, at Tollundmanden er død mellem år 405 og 384 før vor tidsregning.
Det står ikke klart, hvorfor han blev hængt. Måske var han forbryder, måske var det et menneskeoffer.
Tollundmanden er udstillet på Silkeborg Museum på Silkeborg Hovedgård. Kun hovedet, med et af verdens bedst bevarede ansigter, blev oprindeligt konserveret optimalt, mens dele af huden på kroppen er rekonstrueret på de oprindelige knogler. Den mørke hud og det røde hår er et resultat af ca. 2.400 års ophold i et surt højmosemiljø. Man kan kun gisne om den virkelige hårfarve. Det gjorde en fransk ekspert i digitale ansigtsrekonstruktioner, Phillippe Froesch fra Visual Forensic, der i samarbejde med Silkeborg Museum på grundlag af rådata fra CT-scanninger af Tollundmandens ansigt fra 2002 har skabt en livagtig digital animation, der fra marts 2018 blev udstillet sammen med moseliget. Øjenfarve og hårfarve er dog et gæt, og Tollundmandens blev valgt som en "gennemsnitslig [sic], leverpostejagtig, nordisk type". Havde hans DNA været bevaret, havde man måske haft viden om de oprindelige farver.
Nobelprismodtager i litteratur 1995, Seamus Heaney fra Irland, har skrevet et digt om Tollundmanden.